# بيت أسود (فنون القتال المختلطة)
بيت أسود (بالبرتغالية: Casa Preta‏) هو فريق للفنون القتالية المختلطة وصالة ألعاب رياضية مقره في البرازيل.